# Barbacenia regis
Barbacenia regis är en enhjärtbladig växtart som beskrevs av Lyman Bradford Smith. Barbacenia regis ingår i släktet Barbacenia och familjen Velloziaceae. Inga underarter finns listade.